# Čikuzda
Čikuzda (mađ. Sükösd) je veliko selo (mađ. nagyközség) u južnoj Mađarskoj.
Selo je dobilo ime po svetom Sikstu.

## Upravna organizacija
Upravno pripada Bajskoj mikroregiji u Bačko-kiškunskoj županiji. Pripada joj selo Santa te sela i naselja Dunaparti üdülők, Józseftelek, Ósükösd, Őrjegalja i Vajastoroki gátőrház te Toplac (mađ- Szártópuszta).
Poštanski broj je 6346.

## Zemljopis
Nalazi se na 46°17' sjeverne zemljopisne širine i 19° istočne zemljopisne dužine.
Zauzima površinu od 94,21 km2, a u Čikuzdi živi 4101 stanovnik (stanje 2005.).

## Povijest
Selo je prije imalo hrvatsko stanovništvo. Mjesni Hrvati su pripadali etničkoj skupini Bunjevaca.

Još za Rákóczijevog ustanka se Čikuzdu matice bilježile kao hrvatsku župu.
Kasnijim procesima odnarođivanja, što prirodnom, što nasilnom asimilacijom, mjesni su Hrvati nestali.

## Kultura
Hrvati u Dušnoku i Baćinu na dan svete Ane hodočaste u Čikuzdu u kapelicu sv. Ane.

## Prosvjeta
Školu u Čikuzdi je utemeljio Bálint Bellosics, poznati povjesničar, pedagog i etnograf.